# Molienda

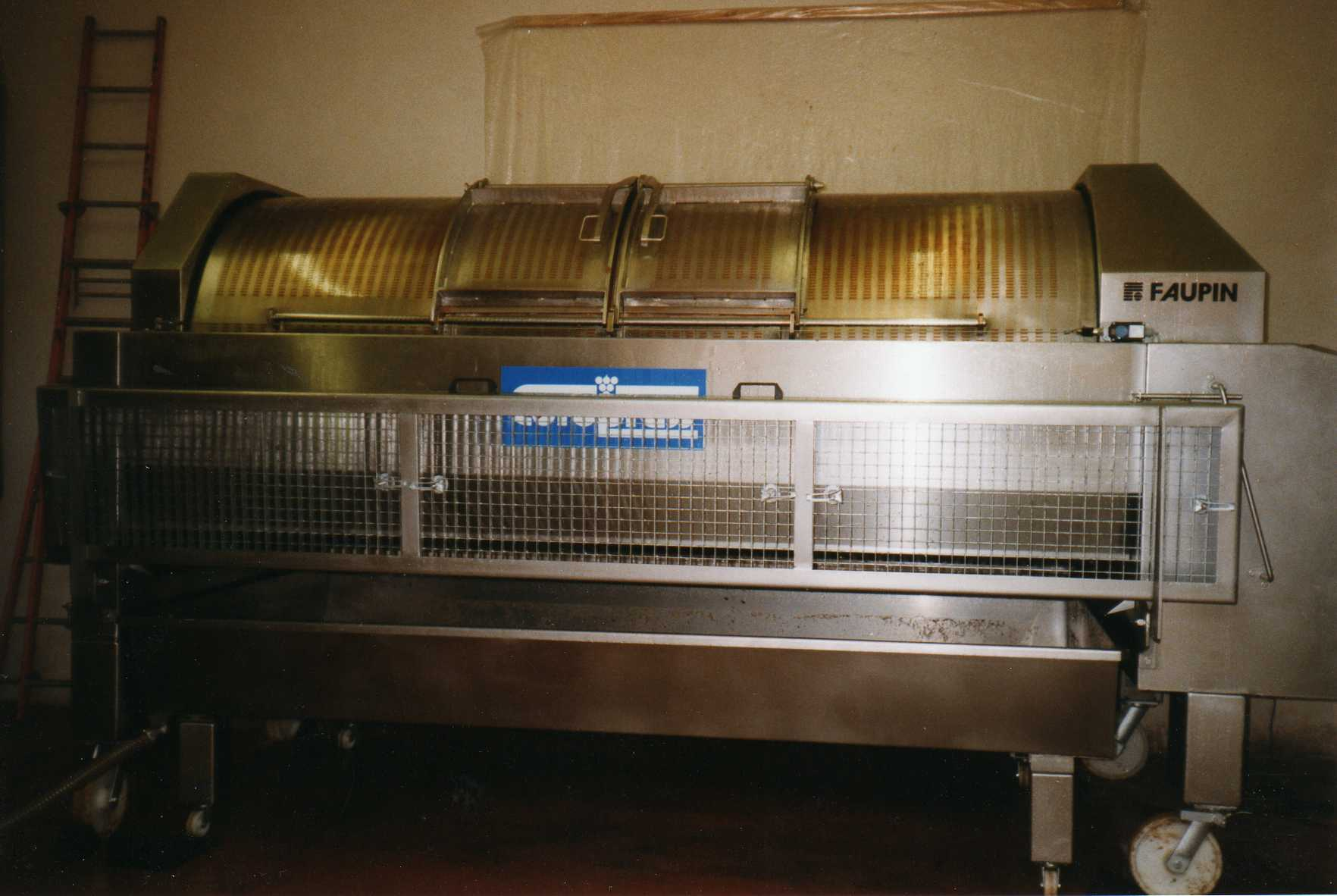
Presadora industrial en Borgoña, Francia

La molienda es un proceso que persigue extraer jugos de diversos productos de la tierra como los cereales, la caña de azúcar o la uva. También se refiere a la pulverización y a la dispersión del material sólido, ya sean granos de alimentos (cereal, uva, aceituna, café), piedras o cualquier otro material sólido

## Molienda de uva en la elaboración de vino
En la molienda de la uva se pretende producir la menor lesión de la piel, sin llegar al centro del grano, puesto que las semillas poseen taninos muy astringentes que afectan negativamente el sabor del vino.
El prensado directo del racimo no sirve en el caso de las uvas tintas, ya que necesita sacar del racimo los restos leñosos, pero la piel debe acompañar al líquido en todo el proceso hasta la fermentación. Una alternativa es acompañar las uvas procesadas con granos íntegros que no fueron alcanzados por la molienda, los que caen juntos al depósito de fermentación. Las uvas enteras conservan mejor los aromas. Además las reacciones químicas de esa baya antes de que se rompan son diferentes a las otras, dándole un perfil sensorial distinto al vino.
En vez de molienda es mejor hablar de estrujado de la uva. "Con la palabra molienda podría pensarse que la uva se toma, se mete en una especie de juguera y se muele, rompiéndose completamente y no es así". Todo lo contrario, este estrujado debe perseguirse con la menor lesión de la piel de la baya, como si fuera apretada por los dedos, de manera que el mosto o líquido se vuelque al exterior. En una buena molienda se busca producir un escurrido de la pulpa debido a que las células más cercanas a la piel son las que contienen la mayor concentración aromática y de color. Dicho "apriete" no debe llegar al centro de la uva, puesto que las pepas o semillas poseen taninos muy astringentes a la boca que afectan negativamente al vino.
Recomendada para uvas tintas y blancas, la molienda sigue procesos diferentes según las características del grano y el tipo de vino que se quiere conseguir. La primera etapa, sin embargo, es igual: en los pozos de vendimia se recibe la uva, que pasa por una cinta de selección donde se sacan las hojas y residuos vegetales, dejando sólo los racimos más puros y completos posibles. Luego la uva cae en la máquina despalilladora y moledora, donde por un tambor cilíndrico con orificios pasan los granos, quedando el escobajo adentro. La velocidad a la cual gira este tambor ofrece una serie de regulaciones en función de la uva: si es de fácil desgrane la velocidad será menor para no producir un daño del escobajo, con el consiguiente paso de restos vegetales verdes hacia molienda misma.
Bajo el tambor cilíndrico donde se produce el descobajado hay dos cilindros de goma que se juntan entre sí como engranaje y realizan la molienda propiamente tal, es decir, producen un apriete de los granos que van pasando a una bomba que envía los orujos con semilla y jugó hacia los depósitos en el caso de los tintos o hacia las prensas en los blancos.